# Hermínio Francisco do Espírito Santo
Hermínio Francisco do Espírito Santo (Recife, 9 de maio de 1841 — Rio de Janeiro, 11 de novembro de 1924) foi um advogado e político brasileiro.
Filho de Vicente Antônio de Espírito Santo e de Francisca Fausta do Espírito Santo. Bacharel em direito pela Faculdade de Direito do Recife, em 1863.
Foi 1º vice-presidente da província de Santa Catarina, nomeado por carta imperial de 15 de novembro de 1876, tendo presidido a província interinamente por um dia, 2 a 3 de janeiro de 1877.
Foi chefe de polícia do Rio Grande do Sul, de 10 de janeiro de 1890 a 6 de maio de 1890.